# Scotopelia
Scotopelia é um gênero de aves da família Strigidae.
As seguintes espécies são reconhecidas:
- Scotopelia peli Bonaparte, 1850
- Scotopelia ussheri Sharpe, 1871
- Scotopelia bouvieri Sharpe, 1875